# Julian Grenier
Julian Grenier, graaf van Sidon (? - 1275) was Heer van Sidon vanaf 1239 tot 1260, toen hij het aan de Tempeliers verkocht.
Hij was een zoon van Balian I Grenier en Margretha (Anais) van Brienne, een dochter van Wouter III van Brienne en nicht van Jan van Brienne, koning van Jeruzalem. Tussen 1252 en 1255 huwd Julian met Euphemia, een dochter van Hethum I van Armenië, echter ontstond er een enorme genegenheid (affaire) voor de weduwe van Hendrik I van Cyprus, Plaisance van Antiochië tussen 1256 en 1261. Met Euphemia kreeg Julian drie kinderen:
- Balian II Grenier (1253 - † 1277 in Botron)
- Johann Grenier (1254 - † 1289)
- Margarethe ∞ Guido II Embriaco, Heer van Gibelet

In 1256 verkocht hij het leenschap van de Schuf aan de Duitse Orde. Na een strijd met de Mongolen in 1259/60 is de stad Sidon grotendeels geruïneerd, waarna Julian het voorgoed verkoopt aan de Tempeliersorde. Julian zou daarna ook tot de orde toegetreden zijn.